# Mark Lidzbarski
Mark Lidzbarski (né Abraham Mordechai Lidzbarski à Płock, alors dans l'empire russe, le 7 janvier 1868 et mort à Göttingen le 13 novembre 1928) est un philologue et un épigraphiste allemand, spécialiste en écritures sémitiques et traducteur de textes mandéens.

## Biographie
D'une famille juive hassidique orientale, il étudie la philologie sémitique à l'université Humboldt de Berlin de 1889 à 1892. En février 1896 il obtient un doctorat d'études moyen-orientales à l'université de Kiel. En 1907 il succède à William Ahlwardt comme professeur à l'université de Greifswald ; dix ans plus tard il devient professeur à Göttingen succédant à Enno Littmann. En 1918 il est membre de droit de l'académie des sciences de Göttingen

## Œuvres
- Wer ist Chadhir?, in: Zeitschrift für Assyriologie 7 (1892), 104-116
- Einige Bemerkungen zu Stumme´s Tunisischen Märchen, in: ZDMG 48 (1894), 666-670
- Zum weisen Achikar, in: ZDMG 48 (1894), 671-675
- Geschichten und Lieder aus den neu-aramäischen Handschriften der Königlichen Bibliothek zu Berlin, Weimar: Emil Felber 1896 (= Beiträge zur Volks- und Völkerkunde IV)
- Eine angeblich neuentdeckte Rezension von 1001 Nacht, in: ZDMG 50 (1896), 152
- Ein Exposé der Jesiden, in: ZDMG 51 (1897), 592-604
- Handbuch der nordsemitischen Epigraphik nebst ausgewählten Inschriften, I. Teil: Text, Weimar 1898 (ND Hildesheim: Georg Olms 1962)
- Handbuch der nordsemitischen Epigraphik nebst ausgewählten Inschriften, II. Teil: Tafeln, Weimar 1898 (ND Hildesheim: Georg Olms 1962)
- Ephemeris für semitische Epigraphik, erster Band 1900-1902, Gießen: J. Ricker'sche Verlagsbuchhandlung 1902
- Altsemitische Texte, erstes Heft: Kanaanäische Inschriften (Moabitisch, Althebräisch, Phönizisch, Punisch), Gießen: Alfred Töpelmann 1907
- Das mandäische Seelenbuch, in: ZDMG 61 (1907), 689-698
- Ephemeris für semitische Epigraphik, zweiter Band 1903-1907, Gießen: Alfred Töpelmann 1908
- Sabäisch „Orakel“, in: ZDMG 67 (1913), 182
- Das Johannesbuch der Mandäer. Einleitung, Übersetzung, Kommentar, Gießen: Alfred Töpelmann 1915
- Ubi sunt qui ante nos in mundo fuere, in: Der Islam 8 (1918), 300
- Ein Desideratum, in: Der Islam 8 (1918), 300-301
- Zu arabisch fahhar, in: ZDMG 72 (1918), 189-192
- Mandäische Liturgien. Mitgeteilt, übersetzt und erklärt, Berlin 1920 (= Abhandlungen d. königl. Ges. d. Wiss. zu Göttingen, phil.-hist. Kl. NF XVII, 1)
- Altaramäische Urkunden aus Assur, Leipzig: J.C. Hinrichs'sche Buchhandlung 1921 (Ausgrabungen der Deutschen Orient-Gesellschaft in Assur, E: Inschriften V) (ND Osnabrück: Otto Zeller 1970)
- Salam und Islam, in: Zeitschrift für Semitistik und verwandte Gebiete 1 (1922), 85-96
- Ginza. Der Schatz oder Das große Buch der Mandäer, Göttingen: Vandenhoek & Ruprecht/Leipzig: J.C. Hinrichs'sche Buchhandlung 1925